# Уряд Соломонових Островів
Уряд Соломонових Островів — вищий орган виконавчої влади Соломонових Островів.

## Голова уряду
- Прем'єр-міністр — Манассех Дамукана Согаваре (англ. Manasseh Damukana Sogavare).
- Віце-прем'єр-міністр — Манассех Меланга (англ. Manasseh Maelanga).

## Кабінет міністрів
Склад чинного уряду подано станом на 2 листопада 2015 року.
| Логотип | Міністерство                                                                                    | Міністр                                             | Фото | Час на посаді | Час на посаді | Партія | Партія | Вебсайт |
| ------- | ----------------------------------------------------------------------------------------------- | --------------------------------------------------- | ---- | ------------- | ------------- | ------ | ------ | ------- |
|         | Міністерство внутрішніх справ                                                                   | Манассех Маеланга (Manasseh Maelanga)               |      |               |               |        |        |         |
|         | Міністерство державної служби                                                                   | Джон Дін Куку (John Dean Kuku)                      |      |               |               |        |        |         |
|         | Міністерство екології, кліматичних змін, надзвичайних ситуацій, охорони природи та метеорології | Семюель Манетоалі (Samuel Manetoali)                |      |               |               |        |        |         |
|         | Міністерство енергетики, гірничої промисловості та сільської електрифікації                     | Девід Дей Пача (David Dei Pacha)                    |      |               |               |        |        |         |
|         | Міністерство зв'язку та авіації                                                                 | Астон Мева (Aston Mewa)                             |      |               |               |        |        |         |
|         | Міністерство землі, житла та інспекцій                                                          | Мозес Гару (Moses Garu)                             |      |               |               |        |        |         |
|         | Міністерство закордонних справ і торгівлі                                                       | Мільнер Тозака (Milner Tozaka)                      |      |               |               |        |        |         |
|         | Міністерство комерції, промисловості, праці та імміграції                                       | Елія Доромуала (Elijah Doromuala)                   |      |               |               |        |        |         |
|         | Міністерство культури і туризму                                                                 | Бартоломью Параполо (Bartholomew Parapolo)          |      |               |               |        |        |         |
|         | Міністерство лісового господарства                                                              | Кріс Лаоре (Chris Laore)                            |      |               |               |        |        |         |
|         | Міністерство національного розвитку, планування та координації допомоги                         | Денні Філіп (Danny Philip)                          |      |               |               |        |        |         |
|         | Міністерство національної єдності, примирення і миру                                            | Семсон Манека (Samson Maneka)                       |      |               |               |        |        |         |
|         | Міністерство освіти та розвитку людських ресурсів                                               | Моффат Фугуй (Moffat Fugui)                         |      |               |               |        |        |         |
|         | Міністерство охорони здоров'я та медичної служби                                                | Таутаї Ангікімуа (Tautai Angikimua)                 |      |               |               |        |        |         |
|         | Міністерство поліції, національної безпеки і пенітенціарної системи                             | Стенлі Фестус Софу (Stanley Festus Sofu)            |      |               |               |        |        |         |
|         | Міністерство провінційного управління та підсилення державної влади                             | Авід Томе (Avid Tome)                               |      |               |               |        |        |         |
|         | Міністерство риболовлі та морських ресурсів                                                     | Джон Маненіару (John Maneniaru)                     |      |               |               |        |        |         |
|         | Міністерство розвитку інфраструктури                                                            | Джиммі Лусібеа (Jimmy Lusibaea)                     |      |               |               |        |        |         |
|         | Міністерство сільського господарства                                                            | Дадлі Копу (Dudley Kopu)                            |      |               |               |        |        |         |
|         | Міністерство сільського розвитку                                                                | Джимсон Фіау Танагада (Jimson Fiau Tanagada)        |      |               |               |        |        |         |
|         | Міністерство туризму                                                                            | Бодо Деттке (Bodo Dettke)                           |      |               |               |        |        |         |
|         | Міністерство у справах жінок, молоді та сім'ї                                                   | Фріда Тукі Соріакомуа (Freda A. B. Tuki Soriacomua) |      |               |               |        |        |         |
|         | Міністерство фінансів і планування розвитку                                                     | Снайдер Ріні (Snyder Rini)                          |      |               |               |        |        |         |
|         | Міністерство юстиції                                                                            | Вільям Марау (William Marau)                        |      |               |               |        |        |         |
|         | Державна скарбниця Соломонових Островів                                                         | Снайдер Ріні (Snyder Rini)                          |      |               |               |        |        |         |